# Robert Bruce Merrifield
Robert Bruce Merrifield (Fort Worth, EUA, 15 de julio de 1921 - Cresskill, 14 de mayo de 2006) fue un bioquímico y profesor universitario estadounidense galardonado con el Premio Nobel de Química del año 1984.

## Biografía
Estudió química en la Universidad de California de Los Ángeles. En 1949 fue nombrado investigador auxiliar de la Escuela Médica y docente del Instituto Rockefeller, cargo que ostentó hasta 1966, a partir de aquel momento ocupó la cátedra de bioquímica en esta misma institución.
Merrifield murió el 14 de mayo de 2006 en su residencia de Cresskill, población situada en el estado de Nueva Jersey, a consecuencia de una larga enfermedad.

## Investigaciones científicas
Inicialmente realizó trabajos en la investigación de las pirimidinas, especialmente en la investigación de un método de cuantificación. Durante su estancia en el Instituto Rockefeller, su investigación de centró en la obtención de péptidos empleando la síntesis en fase sólida.
En 1984 fue galardonado con el Premio Nobel de Química por el desarrollo de un método simplificado y práctico de producir péptidos y proteínas.
| Predecesor: Henry Taube | Premio Nobel de Química 1984 | Sucesor: Herbert A. Hauptman Jerome Karle |

- Datos: Q224153
- Multimedia: Robert Bruce Merrifield / Q224153